# Dario Franceschini
Dario Franceschini (ur. 19 października 1958 w Ferrarze) – włoski polityk, parlamentarzysta, w 2009 lider Partii Demokratycznej, w latach 2013–2018 i 2019–2022 minister.

## Życiorys
Ukończył studia prawnicze na Uniwersytecie w Ferrarze. Obronił magisterium na podstawie pracy z zakresu historii doktryn i instytucji politycznych. W 1985 rozpoczął własną praktykę adwokacką. Przez sześć lat był redaktorem dwumiesięcznika poświęconego dokumentacji prawnej. Został członkiem stowarzyszenia zajmującego się studiami i badaniami nad reformą instytucji demokratycznych i innowacji w służbie cywilnej.
Swoją działalność polityczną rozpoczynał w 1974, jeszcze w czasie nauki w szkole średniej. Założył wówczas chadeckie stowarzyszenie demokratycznych studentów (ASD). W okresie studiów był przedstawicielem studentów w radzie rektorskiej Uniwersytetu w Ferrarze. W tym też okresie wstąpił do Chrześcijańskiej Demokracji. W 1980 został wybrany na radnego miejskiego Ferrary. W wyborach lokalnych w 1985 i w 1990 przewodził chadekom w tym mieście, zdobywając największą liczbę głosów poparcia. W tym czasie publikował w kilku czasopismach w tym w „Nuova Politica”, „Il Confronto” oraz „La Discussione”.
W 1994, po rozłamie w DC, współtworzył ruch Cristiano Sociali. W 1995 z jego ramienia bez powodzenia ubiegał się o stanowisko burmistrza Ferrary, uzyskując około 20% głosów poparcia. Wkrótce przystąpił do Włoskiej Partii Ludowej (PPI), w latach 1997–1999 był zastępcą sekretarza krajowego tego ugrupowania. W drugim rządzie premiera Massima D’Alemy (od 1999 do 2000) oraz drugim rządzie premiera Giuliana Amato (od 2000 do 2001) zajmował stanowisko podsekretarza stanu ds. reform instytucjonalnych.
W 2000 należał do inicjatorów koalicji wyborczej Margherita (przekształconej dwa lata później w jednolitą partię). W wyborach parlamentarnych w 2001 wystartował jako jej reprezentant w ramach koalicji wyborczej Drzewo Oliwne. Uzyskał mandat do Izby Deputowanych XIV kadencji z okręgu Ferrara. Został również członkiem Zgromadzenia Parlamentarnego OBWE.
W wyborach parlamentarnych w 2006 skutecznie ubiegał się o reelekcję. W maju tego samego roku został wybrany na przewodniczącego klubu parlamentarnego Drzewa Oliwnego. W parlamencie XV kadencji wchodził w skład komisji ds. UE, był też członkiem włoskiej delegacji do zgromadzeń parlamentarnych Rady Europy i Unii Zachodnioeuropejskiej. 14 października 2007 został wiceprzewodniczącym nowo powstałej Partii Demokratycznej.
W przedterminowych wyborach w 2008 po raz trzeci uzyskał mandat poselski (do Izby Deputowanych XVI kadencji). Po rezygnacji Waltera Veltroniego ze stanowiska sekretarza Partii Demokratycznej Dario Franceschini 21 lutego 2009 został wybrany na jego następcę. Już 25 października tego samego roku zastąpił go Pier Luigi Bersani.
W 2013 i w 2018 Dario Franceschini uzyskiwał mandat poselski na XVII i XVIII kadencję.
27 kwietnia 2013 kandydat na premiera Enrico Letta ogłosił jego nominację na urząd ministra ds. kontaktów z parlamentem. Funkcję tę objął następnego dnia i pełnił ją do 22 lutego 2014. Tego samego dnia w nowo powołanym rządzie Mattea Renziego objął stanowisko ministra kultury. Utrzymał to stanowisko także w utworzonym 12 grudnia 2016 gabinecie, na czele którego stanął Paolo Gentiloni. 1 czerwca 2018 zakończył pełnienie funkcji rządowej.
5 września 2019 objął urząd ministra kultury i turystyki w nowo powołanym drugim rządzie Giuseppe Contego. Pozostał na tej funkcji również w utworzonym 13 lutego 2021 gabinecie Maria Draghiego (od marca 2021 jako minister kultury). Stanowisko rządowe zajmował do października 2022.
W tym samym roku został wybrany w skład Senatu XIX kadencji.

## Wybrane publikacje
Dario Francescini jest autorem licznych artykułów prasowych, a także kilku książek:
- Il Partito Popolare a Ferrara. Cattolici, socialisti e fascisti nella terra di Grosoli e Don Minzoni (Partia Ludowa w Ferrarze. Katolicy, socjaliści i faszyści w ziemi Grosoli i Don Mizoniego), 1985,
- Nelle vene quell'acqua d’argento, 2006,
- La follia improvvisa di Ignazio Rando, 2007.